# Liste der Biografien/Tuc
Liste der Biografien |
Portal Biografien |
Personensuche
# |
A |
B |
C |
D |
E |
F |
G |
H |
I |
J |
K |
L |
M |
N |
O |
P |
Q |
R |
S |
T |
U |
V |
W |
X |
Y |
Z |
?
 
Ta |
Tc |
Te |
Tf |
Tg |
Th |
Ti |
Tj |
Tk |
Tl |
Tm |
To |
Tq |
Tr |
Ts |
Tu |
Tv |
Tw |
Tx |
Ty |
Tz
 
Tua |
Tub |
Tuc |
Tud |
Tue |
Tuf |
Tug |
Tuh |
Tui |
Tuj |
Tuk |
Tul |
Tum |
Tun |
Tuo |
Tup |
Tuq |
Tur |
Tus |
Tut |
Tuu |
Tuv |
Tuw |
Tux |
Tuy |
Tuz
Die Liste der Biografien führt alle Personen auf, die in der deutschsprachigen Wikipedia einen Artikel haben. Dieses ist eine Teilliste mit 244 Einträgen von Personen, deren Namen mit den Buchstaben „Tuc“ beginnt.

## Tuc

### Tuca
- Tucak, Ivica (* 1970), kroatischer Wasserballtrainer
- Tučapský, Antonín (1928–2014), tschechischer Komponist und Dirigent
- Tucat Moreno, Javier (* 1973), argentinischer Musiker

### Tucc
- Tüccar, Ceyhun (* 1998), österreichischer Fußballspieler
- Tuccari, Giovanni (1667–1743), sizilianischer Maler des Barock
- Tuccarro, Archange (1535–1602), italienischer Berufsakrobat und Autor
- Tucceri Cimini, Linda (* 1991), italienische Fußballspielerin
- Tucci Bartsiotas, Bettina, uruguayisch-amerikanische UN-Beamtin, ehemalige Direktorin des UNICRI
- Tucci, Christine (* 1967), US-amerikanische Schauspielerin
- Tucci, Dudu (* 1955), brasilianischer Musiker
- Tucci, Flower (* 1978), US-amerikanische PornodarstellerinFlower Tucci (* 1978)

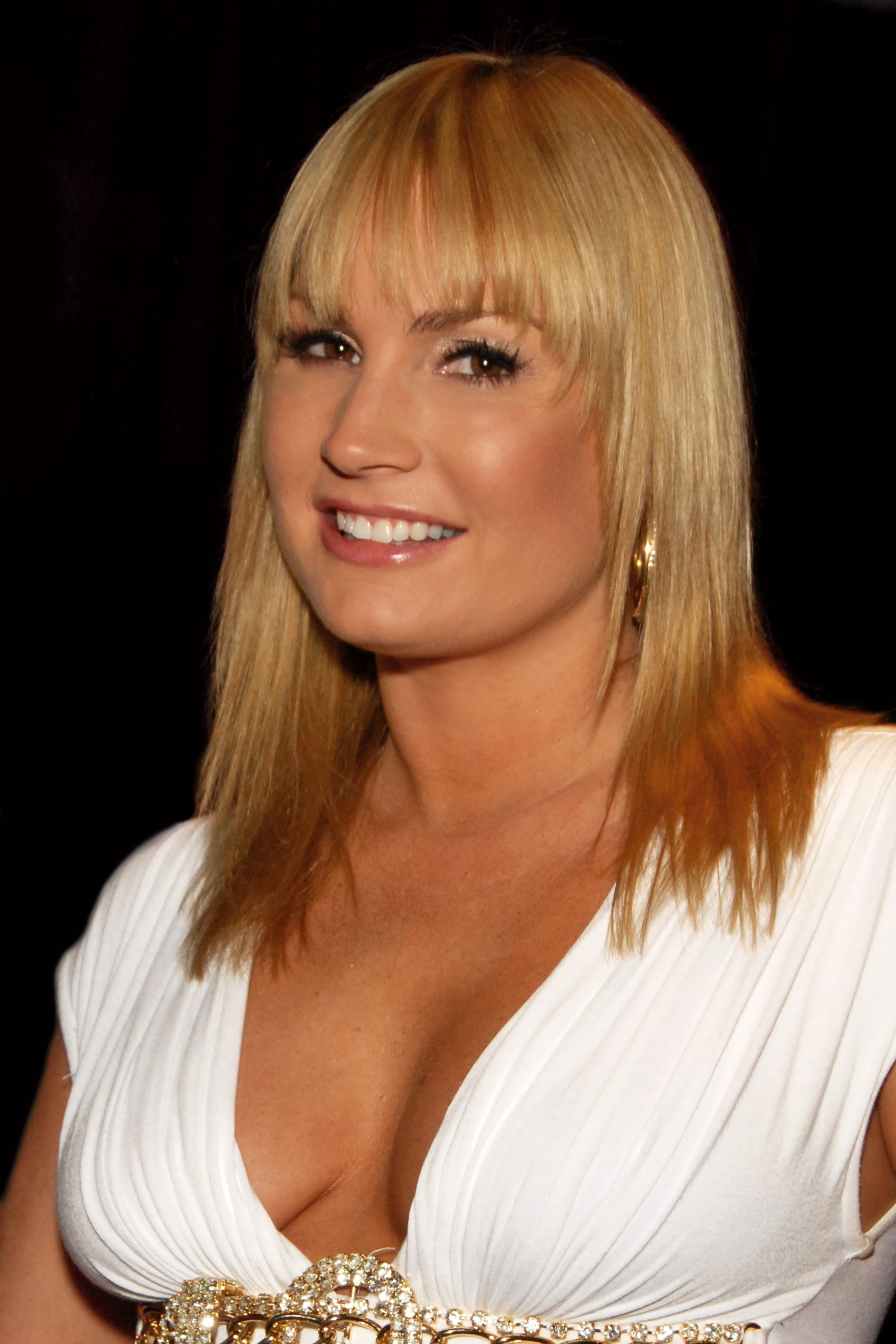
Flower Tucci (* 1978)

- Tucci, Gabriella (1929–2020), italienische Opernsängerin (Sopran)
- Tucci, Giuseppe (1894–1984), italienischer Orientalist
- Tucci, Lin (* 1960), US-amerikanische Schauspielerin
- Tucci, Marco (* 1985), deutscher Fußballspieler
- Tucci, Roberto (1921–2015), italienischer Ordensgeistlicher, Kardinal der römisch-katholischen Kirche
- Tucci, Stanley (* 1960), US-amerikanischer Schauspieler, Filmproduzent und RegisseurStanley Tucci (* 1960)

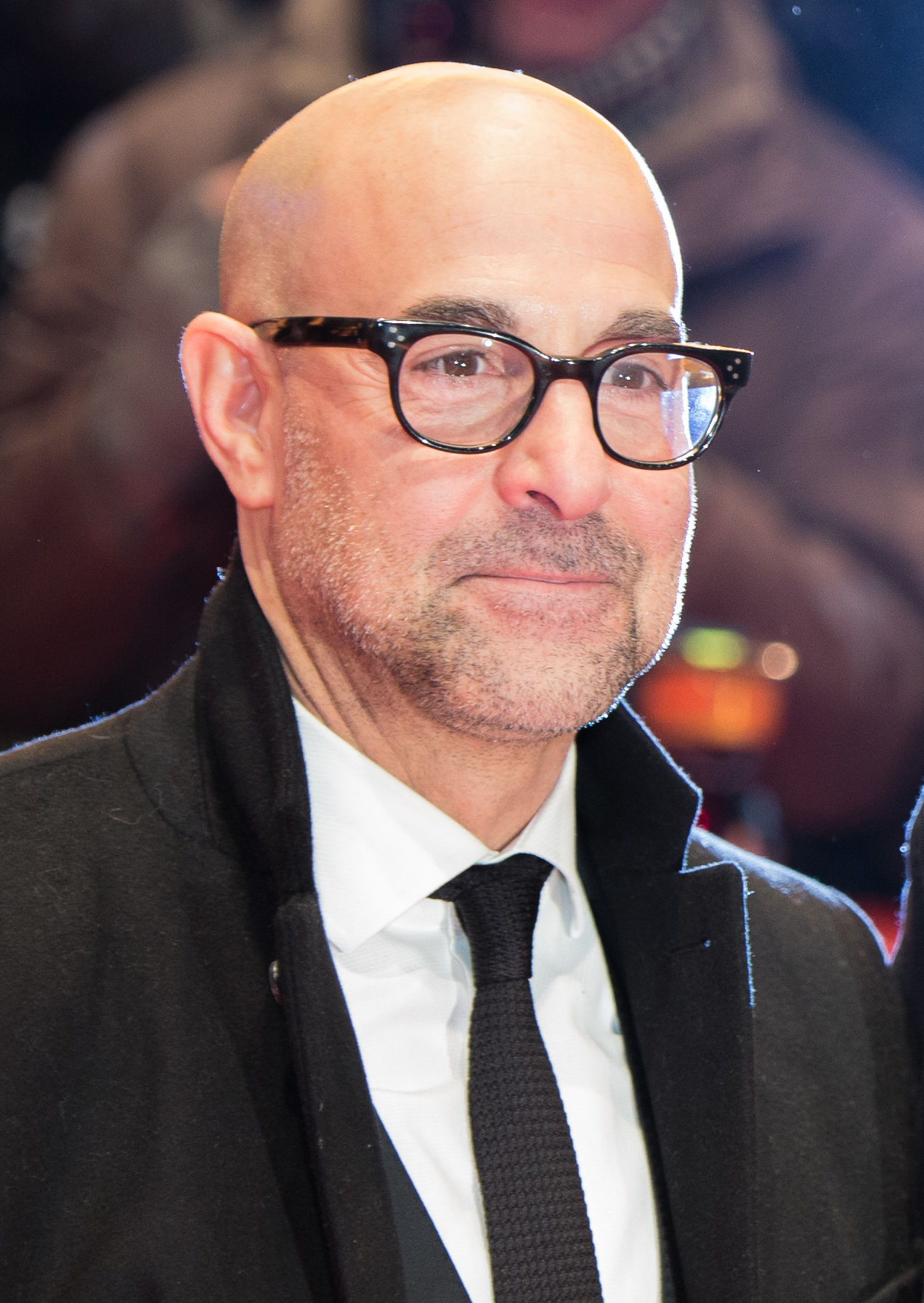
Stanley Tucci (* 1960)

- Tucci, Terig (1897–1973), argentinischer Komponist, Violinist, Pianist und Mandolinist
- Tucci, Ugo (1917–2013), italienischer Wirtschaftshistoriker
- Tuccillo, Alberigo Albano (* 1955), italienisch-schweizerischer Schriftsteller
- Tuccius, Marcus, römischer Centurio

### Tuce
- Tuce, Semir (* 1964), jugoslawischer Fußballspieler
- Tuček, Jaroslav (* 1882), böhmisch-tschechoslowakischer Fechter
- Tuček, Martin (* 1995), tschechischer Hürdenläufer
- Tuček, Miroslav (1925–2004), tschechoslowakisch-schweizerischer Jurist, Diplomat, Exilpolitiker und Archivdirektor
- Tucek, Olga (* 1973), Schweizer Satirikerin, Kabarettistin, Autorin, Komponistin und Sängerin
- Tuček, Vincenc (1755–1820), tschechischer Sänger, Dirigent und Komponist

### Tuch
- Tuch, Alex (* 1996), US-amerikanischer Eishockeyspieler
- Tuch, Ernst (1872–1922), deutscher Zionist, Philosoph, Vereinsfunktionär und Autor
- Tuch, Gustav (1834–1909), deutscher Kaufmann, Publizist und Vereinsgründer
- Tuch, Hannes (1906–1986), deutscher Förster und Schriftsteller
- Tuch, Heinrich Agatius Gottlob (1766–1821), deutscher Sänger (Bass), Komponist und Musikverleger
- Tuch, Johann Christian Friedrich (1806–1867), deutscher Orientalist
- Tuch, Josef (1859–1943), österreichischer Bildhauer
- Tuch, Kurt (1877–1963), deutscher Maler, Zeichner und Lithograf
- Tuch, Sebastian (* 1975), deutscher American-Football-Spieler
- Tuch, Walter (1913–1969), österreichischer Kameramann
- Tuch, Wilhelm (1866–1921), deutscher Unternehmer und Politiker (DVP), MdR
- Tuchatschewski, Michail Nikolajewitsch (1893–1937), russischer Marschall der Roten Armee in der Sowjetunion
- Tuchbatullin, Eduard (* 1971), russischer Marathonläufer
- Tuchel, Johannes (* 1957), deutscher Politikwissenschaftler
- Tuchel, Thomas (* 1973), deutscher Fußballspieler und -trainerThomas Tuchel (* 1973)

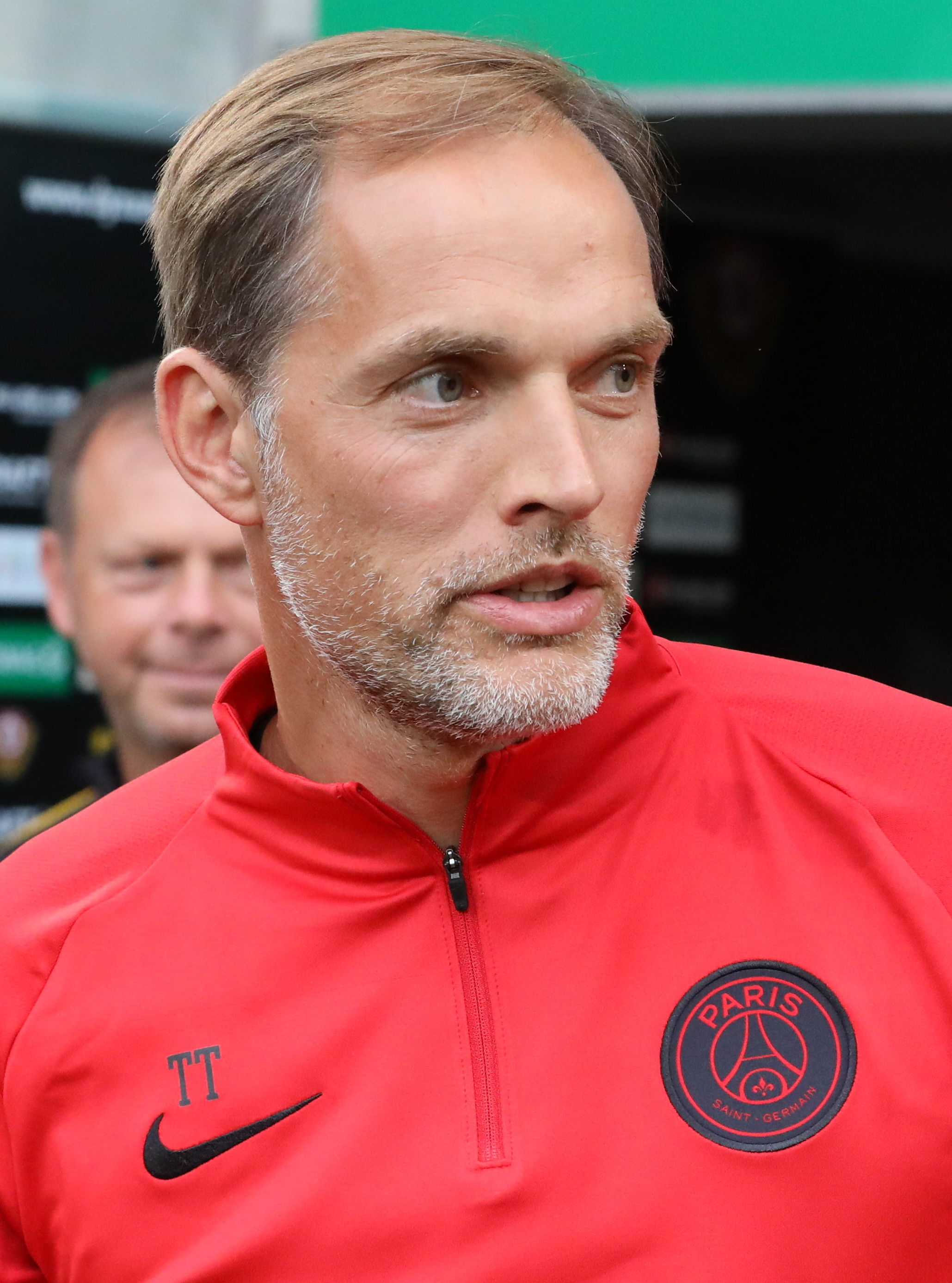
Thomas Tuchel (* 1973)

- Tuchel, Ulrich (1904–1986), deutscher Ingenieur und Unternehmer
- Tuchel, Valentina (* 1965), deutsche Politikerin (SPD), MdBB
- Tuchelt, Klaus (1931–2001), deutscher Klassischer Archäologe
- Tucher von Simmelsdorf, Hans Christoph von (1904–1968), deutscher Bankenjurist
- Tucher, Anton (1458–1524), deutscher Kaufmann und Mäzen
- Tucher, Eleonore Freifrau von (1916–2007), deutsche Geschäftsführerin und Senatorin (Bayern)
- Tucher, Elsbeth (1473–1517), deutsche Patriziersfrau und Motiv von Albrecht DürerElsbeth Tucher (1473–1517)

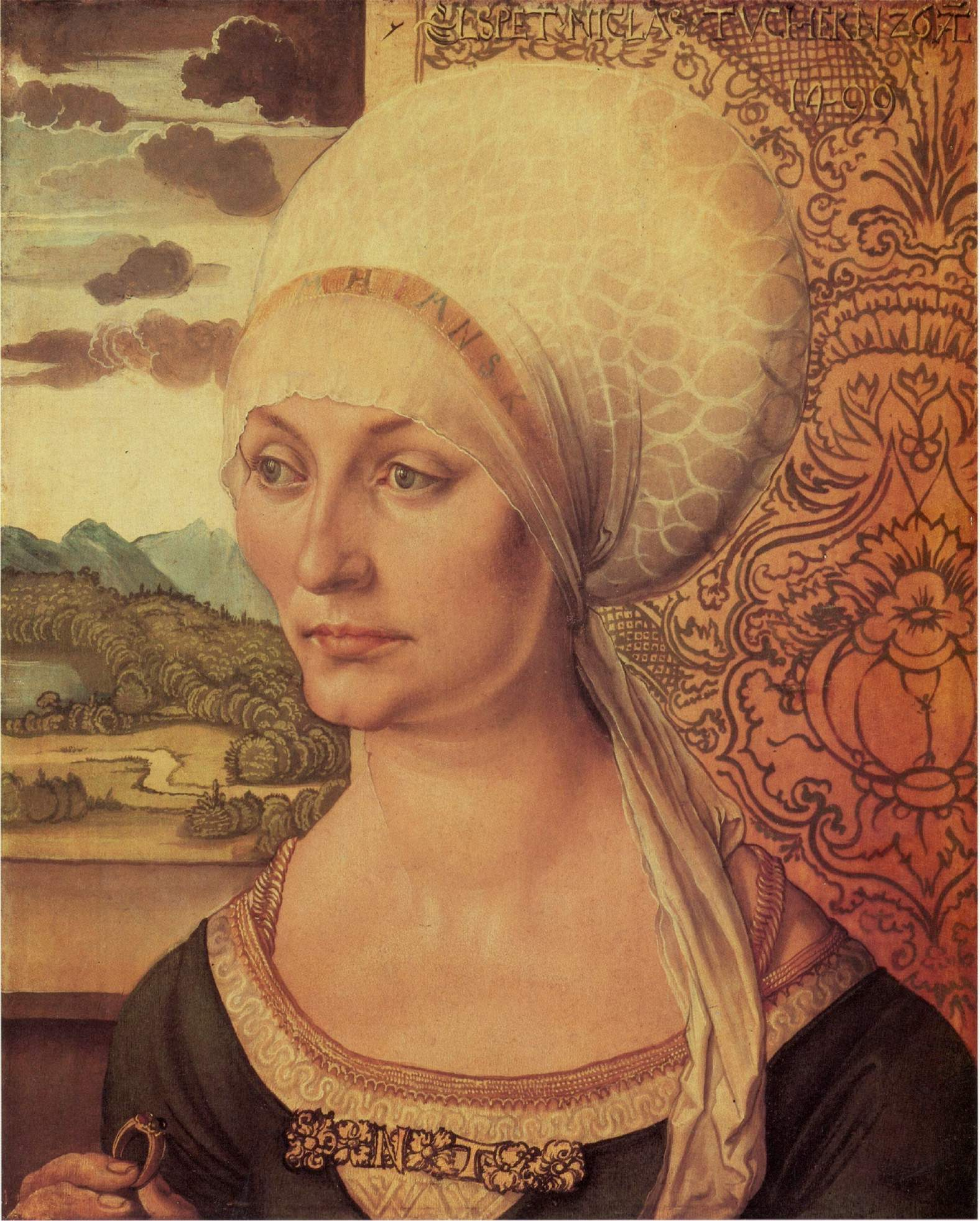
Elsbeth Tucher (1473–1517)

- Tucher, Endres (1423–1507), deutscher Baumeister
- Tucher, Hans (1428–1491), deutscher Kaufmann, Oberhaupt des Tucherschen Handelshauses
- Tucher, Sixtus (1459–1507), deutscher Rechtswissenschaftler, Geistlicher und Humanist
- Tuchet, Humphrey († 1471), englischer Ritter
- Tuchet, Mervyn, 2. Earl of Castlehaven (1593–1631), englischer Peer und Politiker
- Tüchle, Hermann (1905–1986), deutscher Kirchenhistoriker
- Tuchler, Kurt (1894–1978), deutsch-israelischer Jurist und Zionist
- Tüchler, Robert (1874–1952), österreichischer altkatholischer Bischof
- Tuchman, Barbara (1912–1989), US-amerikanische Reporterin und Autorin
- Tuchman, Gaye (* 1943), US-amerikanische Soziologin
- Tuchmann, Emil F. (1885–1963), deutscher Arzt, Bibliophiler und Lektor
- Tuchmann, Friedrich August (1922–2017), deutsch-britischer Unternehmer und Politiker (Conservative Party)
- Tuchmanow, Dawid Fjodorowitsch (* 1940), russischer Komponist der russischen Unterhaltungsmusik
- Tucholka, Jaro von (1894–1978), deutsche Dichterin, Malerin und Fotografin
- Tucholke, Annette (* 1959), deutsche Bildhauerin, Objektkünstlerin und Grafikerin
- Tucholke, Barbara (* 1939), deutsche Grafikerin und Malerin
- Tucholke, Dieter (1934–2001), deutscher Maler, Zeichner und Grafiker
- Tucholke, Jana (* 1981), deutsche Leichtathletin
- Tucholke, Maja (* 1979), deutsche Ruderin
- Tucholla, Felix (1899–1943), deutscher Widerstandskämpfer gegen den Nationalsozialismus
- Tucholla, Käthe (1910–1943), deutsche Widerstandskämpferin gegen den Nationalsozialismus
- Tucholski, Barbara Camilla (* 1947), deutsche Kunsthistorikerin
- Tucholski, Friedrich (1887–1972), deutscher Bauingenieur und Autor
- Tucholski, Gerhard (1903–1983), deutscher Gitarrist, Lautenist, Komponist und Musikpädagoge
- Tucholski, Herbert (1896–1984), deutscher Kunstmaler und Grafiker
- Tucholski, Hildegard (1902–1974), deutsche Malerin
- Tucholski, Peter (* 1946), deutscher Politiker (CDU) und MdHB
- Tucholsky, Kurt (1890–1935), deutscher Journalist und SchriftstellerKurt Tucholsky (1890–1935)

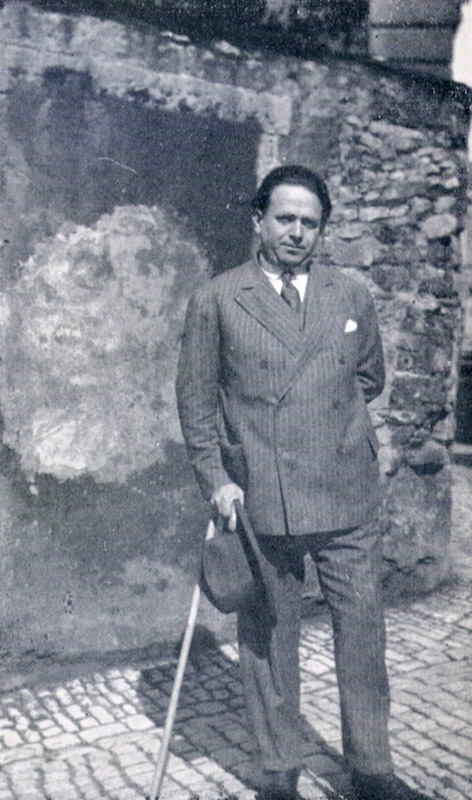
Kurt Tucholsky (1890–1935)

- Tuchscheerer, Walter (1929–1967), deutscher marxistischer Ökonom
- Tuchscherer, Claus (* 1955), deutscher Nordischer Kombinierer und österreichischer Skispringer
- Tuchscherer, Louis (1847–1922), deutscher Erfinder und Fahrzeugbauer
- Tuchschmid, August (1855–1939), Schweizer Lehrer und Physiker
- Tuchschmid-Kull, Walter (1893–1963), Schweizer Unternehmer und Politiker
- Tuchsen, Eduard von (1775–1839), preußischer Generalmajor
- Tuchsenhauser, Oswald († 1462), bayerischer Ritter
- Tuchtajewa, Alina (* 2001), kasachische Skispringerin
- Tuchtenhagen, Gisela (* 1943), deutsche Kamerafrau, Filmeditorin und Filmregisseurin
- Tuchtenhagen, Ralph (* 1961), deutscher Historiker und Hochschullehrer
- Tuchtfeldt, Egon (1923–1997), deutscher Ökonom

### Tuci
- Tuci, Maria (1928–1950), albanisches Opfer der Religionsverfolgung und römisch-katholische Märtyrerin
- Tučić, Milan (* 1996), slowenischer Fußballspieler

### Tuck
- Tuck, Amos (1810–1879), US-amerikanischer Politiker
- Tuck, Amy (* 1963), US-amerikanische Politikerin
- Tuck, Ben (* 1997), britischer Autorennfahrer
- Tuck, Donald H. (1922–2010), australischer Bibliograph im Bereich der Science-Fiction-Literatur
- Tuck, Giovanni K., US-amerikanischer Offizier, Generalleutnant der US Air Force
- Tück, Jan-Heiner (* 1967), deutscher römisch-katholischer Theologe
- Tuck, Jay (* 1945), US-amerikanischer FilmproduzentJay Tuck (* 1945)

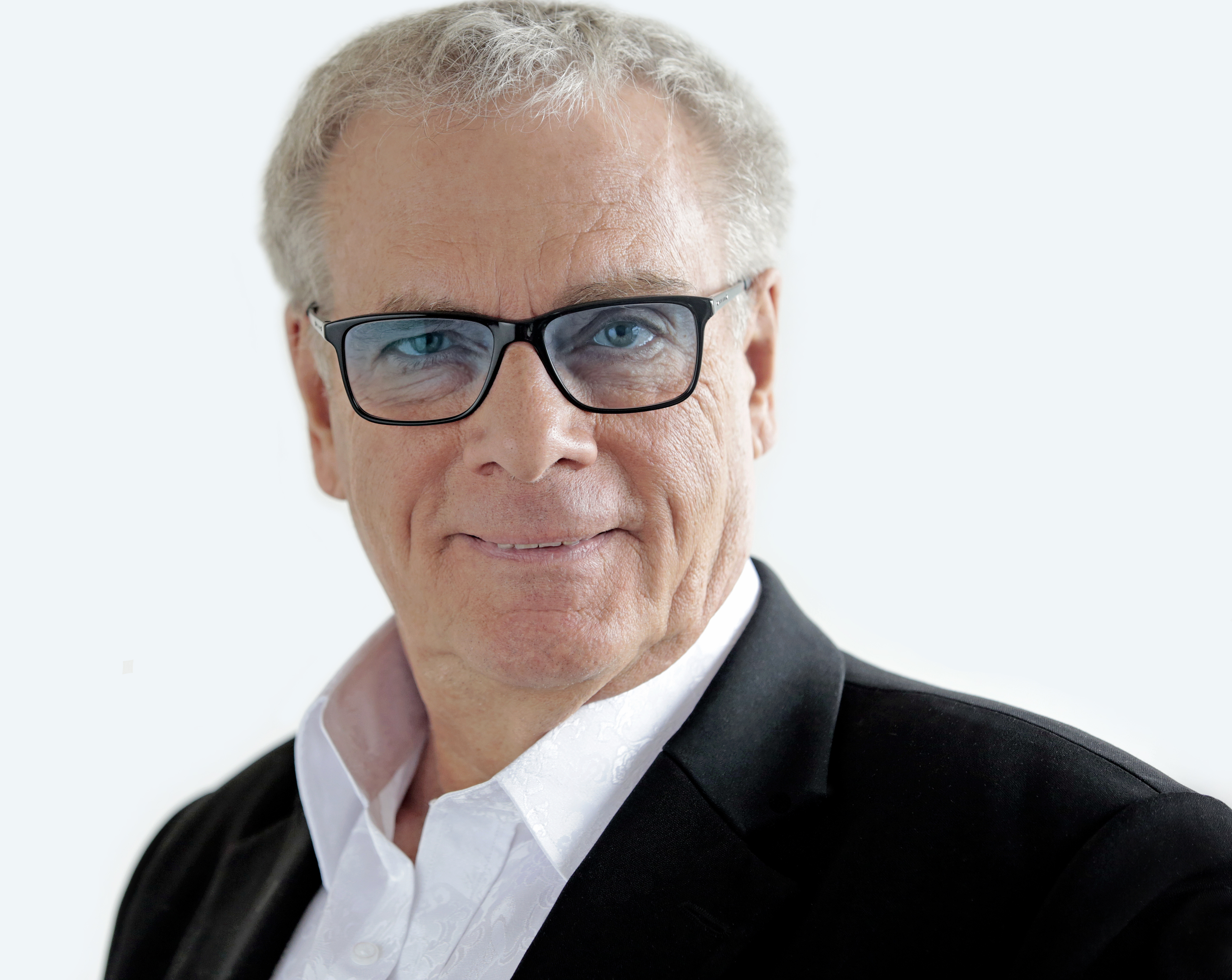
Jay Tuck (* 1945)

- Tuck, Jessica (* 1963), US-amerikanische Schauspielerin
- Tuck, Lee (* 1988), englisch-malaysischer Fußballspieler
- Tuck, Leon (1890–1953), US-amerikanischer Eishockeyspieler
- Tuck, Morgan (* 1994), US-amerikanische Basketballspielerin
- Tuck, Roderick (1934–2006), britischer Biathlet und Skilangläufer
- Tuck, Somerville Pinkney (1891–1967), US-amerikanischer Diplomat
- Tuck, William M. (1896–1983), US-amerikanischer Politiker, Gouverneur von Virginia
- Tucker (* 1990), amerikanischer Wrestler
- Tucker, Abi (* 1973), australische Schauspielerin und Sängerin
- Tucker, Albert (1914–1999), australischer Maler
- Tucker, Albert William (1905–1995), US-amerikanischer Mathematiker
- Tucker, Arnold (1924–2019), US-amerikanischer Footballspieler
- Tucker, Barbara (* 1967), US-amerikanische House-Interpretin
- Tucker, Ben (1930–2013), US-amerikanischer Jazz-Bassist und Komponist
- Tucker, Benjamin (1854–1939), US-amerikanischer Journalist und Anarchist
- Tucker, Bernard (1901–1950), britischer Ornithologe und Hochschullehrer
- Tucker, Bessie (1906–1933), US-amerikanische Blues-Sängerin und Songwriterin
- Tucker, Bobby (1923–2008), amerikanischer Jazzpianist
- Tucker, Brett (* 1972), australischer Schauspieler und Sänger
- Tucker, C. Delores (1927–2005), US-amerikanische Politikerin und Bürgerrechtlerin
- Tucker, Charlotte Maria (1821–1893), britische Schriftstellerin und Dichterin
- Tucker, Chris (* 1971), US-amerikanischer Filmschauspieler und KomikerChris Tucker (* 1971)

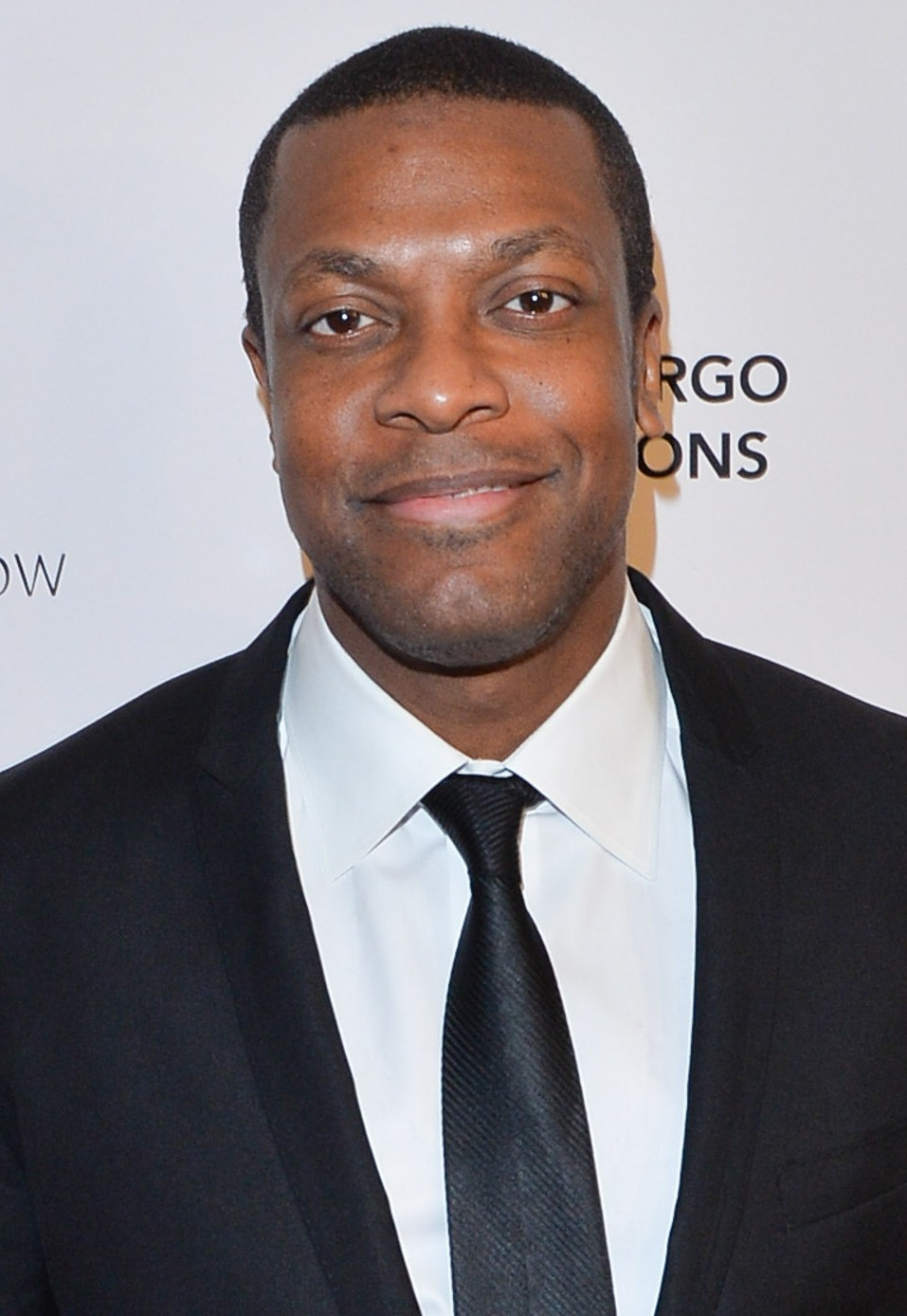
Chris Tucker (* 1971)

- Tucker, Christopher (1941–2022), britischer Maskenbildner
- Tucker, Clay (* 1980), US-amerikanischer Basketballspieler
- Tucker, Cole (1953–2015), US-amerikanischer Pornodarsteller
- Tucker, Corin (* 1972), US-amerikanische Sängerin, Songwriterin und Gitarristin
- Tucker, Darcy (* 1975), kanadischer Eishockeyspieler
- Tucker, Dave (* 1969), britischer Drehbuchautor
- Tucker, David Gordon (1914–1990), britischer Ingenieur und Historiker
- Tucker, Dennis (* 1928), britischer Speerwerfer
- Tucker, Duncan (* 1953), US-amerikanischer Filmregisseur, Filmproduzent und Drehbuchautor
- Tucker, Earl Snakehips (1906–1937), US-amerikanischer Tänzer und Entertainer
- Tucker, Ebenezer (1758–1845), US-amerikanischer Politiker
- Tucker, Evelyn (1906–1996), US-amerikanische Offizierin und Galeristin
- Tucker, Forrest (1919–1986), US-amerikanischer Schauspieler
- Tucker, Frederick, Baron Tucker (1888–1975), britischer Jurist
- Tucker, George (1775–1861), US-amerikanischer Politiker
- Tucker, George (1927–1965), US-amerikanischer Jazz-Bassist des Hardbop
- Tucker, George (* 1947), puerto-ricanischer Rennrodler
- Tucker, Gideon J. (1826–1899), US-amerikanischer Jurist, Zeitungsredakteur und Politiker
- Tucker, Glenn (1892–1976), US-amerikanischer Autor, Journalist und Historiker
- Tucker, Henry St. George III (1853–1932), US-amerikanischer Politiker
- Tucker, Henry St. George senior (1780–1848), US-amerikanischer Jurist und Politiker
- Tucker, Jeff (* 1956), US-amerikanischer Rennrodler
- Tucker, Jerry (1925–2016), US-amerikanischer Kinderdarsteller
- Tucker, Jim Guy (1943–2025), US-amerikanischer Politiker
- Tucker, John (* 1964), kanadischer Eishockeyspieler und -trainer
- Tucker, John Randolph (1823–1897), US-amerikanischer Politiker
- Tucker, Jonathan (* 1982), US-amerikanischer FilmschauspielerJonathan Tucker (* 1982)

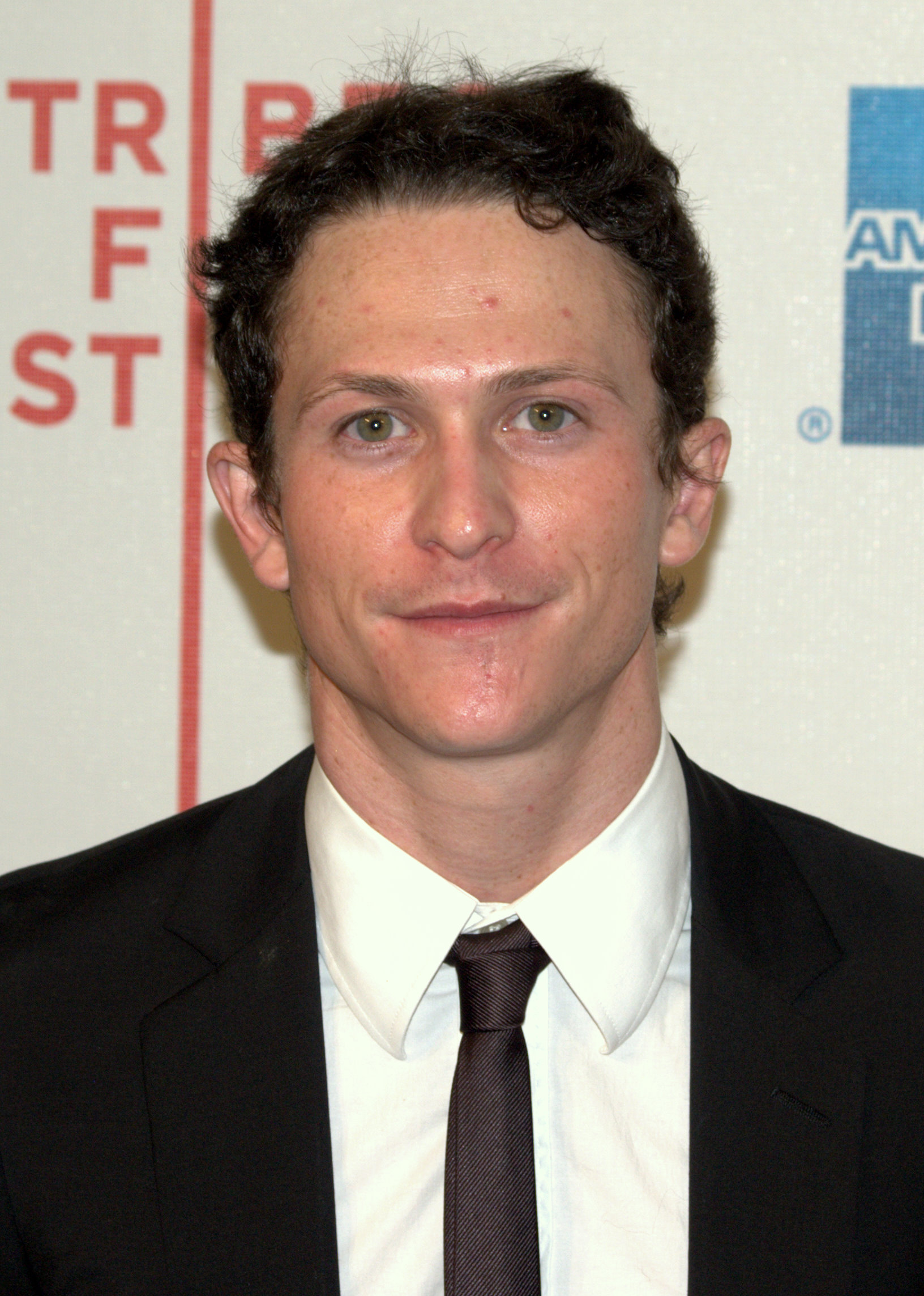
Jonathan Tucker (* 1982)

- Tucker, Joseph (1832–1907), US-amerikanischer Politiker
- Tucker, Justin (* 1989), US-amerikanischer Footballspieler
- Tucker, Karla Faye (1959–1998), zweifache US-amerikanische Mörderin
- Tucker, Kenrick (* 1959), australischer Radrennfahrer
- Tucker, Kyle (* 1997), amerikanischer Baseballspieler
- Tucker, Larry (1934–2001), US-amerikanischer Drehbuchautor, Schauspieler und Produzent
- Tucker, Lisa (* 1989), US-amerikanische Schauspielerin und Sängerin
- Tucker, Lorcan (* 1996), irischer Cricketspieler
- Tucker, Luther (1936–1993), US-amerikanischer Bluesgitarrist
- Tucker, Marcia (1940–2006), US-amerikanische Kunsthistorikerin, Kunstkritikerin, Kuratorin und Museumsdirektorin
- Tucker, Margaret (1904–1996), politische Aktivistin der Aborigines
- Tucker, Mary (* 2001), US-amerikanische Sportschützin
- Tucker, Maureen (* 1944), US-amerikanische Schlagzeugerin
- Tucker, Michael (* 1945), US-amerikanischer Schauspieler
- Tucker, Michael (* 1971), US-amerikanischer Baseballspieler
- Tucker, Michael S. (* 1954), US-amerikanischer Offizier, Generalleutnant der US Army
- Tucker, Mick (1947–2002), britischer MusikerMick Tucker (1947–2002)

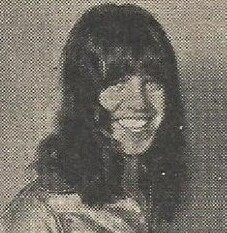
Mick Tucker (1947–2002)

- Tucker, Mickey (* 1941), US-amerikanischer Jazzpianist und -organist
- Tucker, Nion (1885–1950), US-amerikanischer Bobfahrer und Unternehmer
- Tucker, Orrin (1911–2011), US-amerikanischer Jazz-Saxophonist und Bigband-Leader
- Tucker, P. J. (* 1985), US-amerikanischer Basketballspieler
- Tucker, Paul (* 1968), britischer Musikproduzent und Songwriter
- Tucker, Paul Hayes (* 1950), amerikanischer Kunsthistoriker
- Tucker, Preston (1903–1956), US-amerikanischer Autodesigner und -herstellerPreston Tucker (1903–1956)

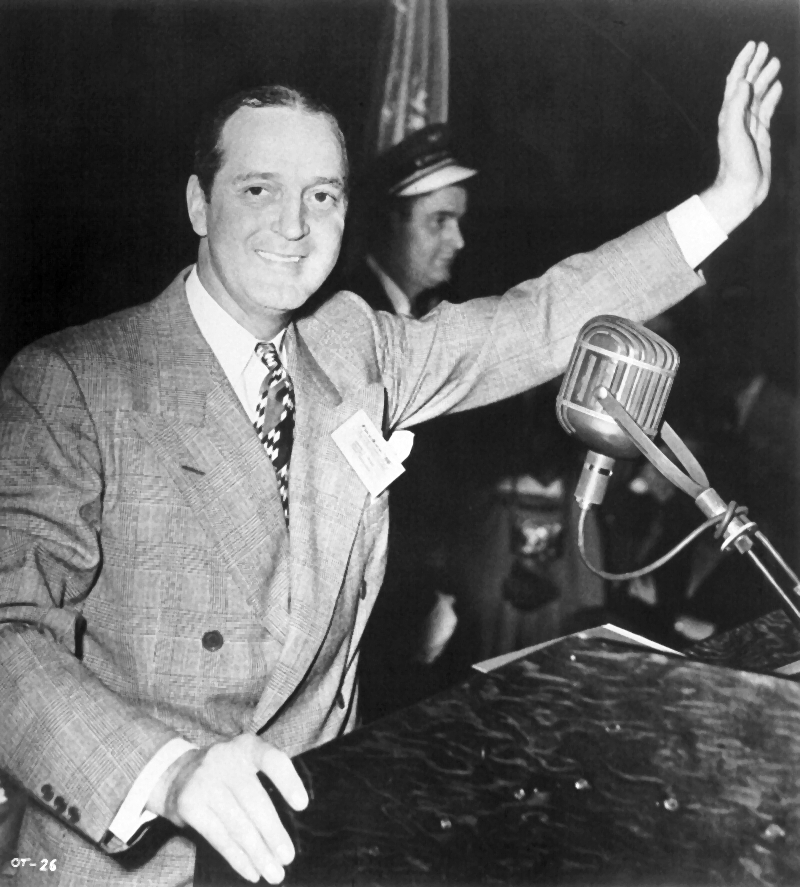
Preston Tucker (1903–1956)

- Tucker, Rachel (* 1981), nordirische Sängerin und Schauspielerin
- Tucker, Reuben H. (1911–1970), US-amerikanischer 2-Sterne-General
- Tucker, Richard (1884–1942), US-amerikanischer Schauspieler
- Tucker, Richard (1913–1975), US-amerikanischer Tenor
- Tucker, Richard Hawley (1859–1952), US-amerikanischer Astronom
- Tucker, Robert (1832–1905), britischer Mathematiker
- Tucker, Robert C. (1918–2010), US-amerikanischer Politologe
- Tucker, Rolando (* 1971), kubanischer Florettfechter
- Tucker, Roy (1951–2021), US-amerikanischer Astronom
- Tucker, Russell (* 1990), südafrikanischer Leichtathlet
- Tucker, Scott (* 1962), US-amerikanischer Unternehmer, Autorennfahrer, Rennstallbesitzer und wegen Betrugs verurteilter Straftäter
- Tucker, Scott (* 1976), US-amerikanischer Schwimmer
- Tucker, Sean (* 1973), kanadischer Schauspieler und Filmproduzent
- Tucker, Sophie (1886–1966), US-amerikanische Komödiantin und Sängerin
- Tucker, Spencer C. (* 1937), US-amerikanischer Militärhistoriker, Hochschullehrer und Herausgeber
- Tucker, St. George (1752–1827), US-amerikanischer Jurist
- Tucker, Starling (1770–1834), amerikanischer Politiker
- Tucker, Tanya (* 1958), US-amerikanische Country-SängerinTanya Tucker (* 1958)

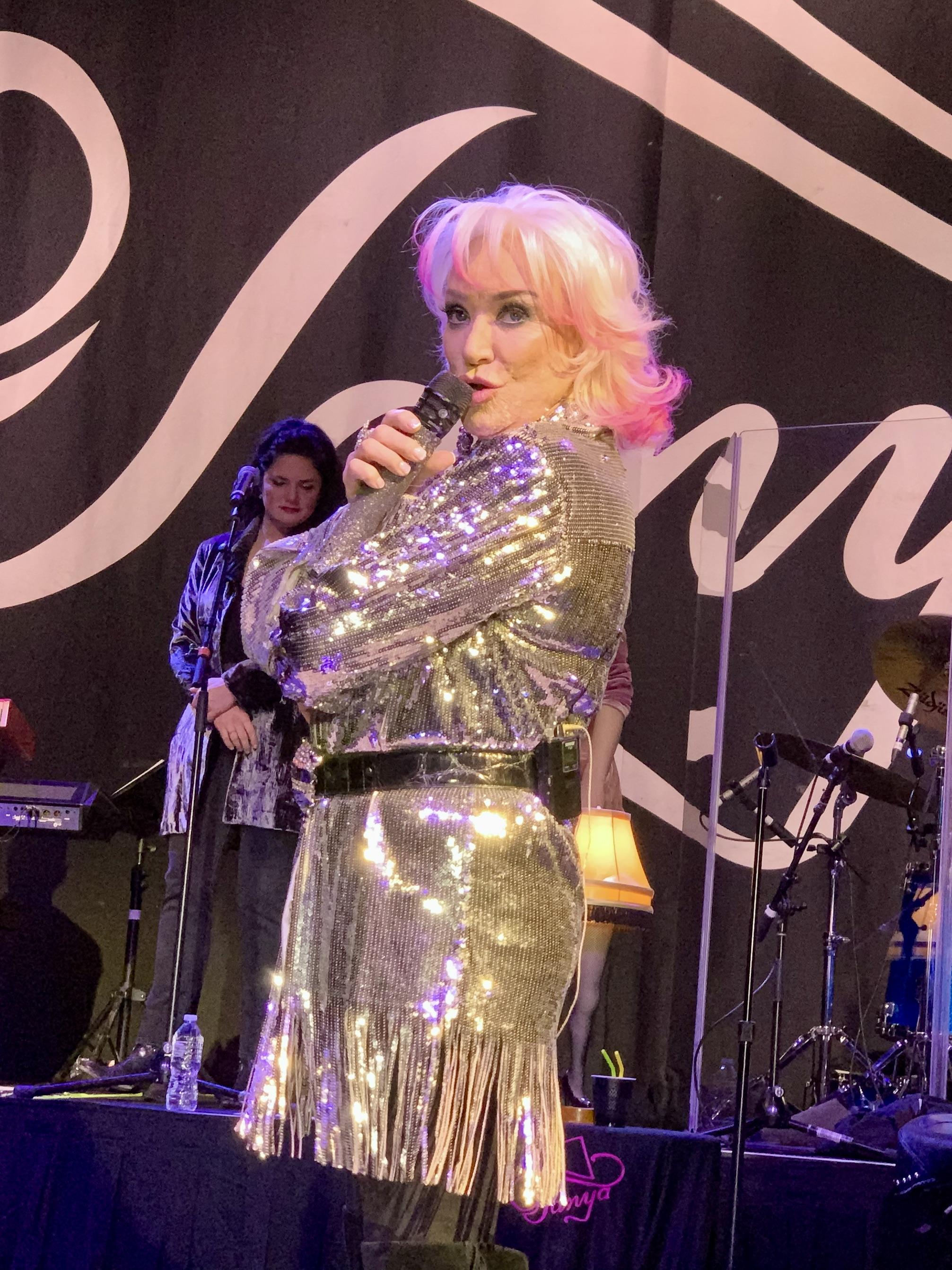
Tanya Tucker (* 1958)

- Tucker, Thomas Tudor (1745–1828), US-amerikanischer Arzt und Politiker
- Tucker, Thomas Tudor (1775–1852), britischer Marineoffizier, Admiral
- Tucker, Tilghman (1802–1859), US-amerikanischer Politiker
- Tucker, Tommy (1908–1989), US-amerikanischer R&B-Sänger und Bigband-Leader
- Tucker, Tommy (1933–1982), US-amerikanischer Blues-Sänger und Pianist
- Tucker, Tony (* 1958), US-amerikanischer Boxer
- Tucker, Tudor St George (1862–1906), englischer Maler
- Tucker, Tui St. George (1924–2004), amerikanische Komponistin und Blockflötistin
- Tucker, Virginia (1909–1985), US-amerikanische Mathematikerin
- Tucker, Walter R. (* 1957), US-amerikanischer Politiker
- Tucker, Warwick (* 1970), australischer Mathematiker
- Tucker, Wayne, US-amerikanischer Jazzmusiker (Trompete)
- Tucker, William (* 1935), britisch-US-amerikanischer Bildhauer
- Tucker, Wilson (1914–2006), US-amerikanischer Autor
- Tucker-Longsworth, Laura, belizische Politikerin, Sprecherin des Repräsentantenhauses
- Tuckerman, Bryant (1915–2002), US-amerikanischer Mathematiker und Kryptologe
- Tuckerman, Charles K. (1811–1896), amerikanischer Schriftsteller und Diplomat
- Tuckerman, Edward (1817–1886), amerikanischer Botaniker und Flechtenkundler
- Tuckerman, Frederick Goddard (1821–1873), amerikanischer Dichter
- Tuckerman, Henry Theodore (1813–1871), amerikanischer Schriftsteller, Dichter, Literatur- und Kunstkritiker
- Tuckerman, Joseph (1778–1840), amerikanischer unitarischer Geistlicher und Sozialreformer
- Tuckerman, Samuel Parkman (1819–1890), US-amerikanischer Komponist
- Tuckermann, Anja (* 1961), deutsche Kinder- und Jugendbuchautorin und Journalistin
- Tuckermann, Anna (1595–1678), deutsche Waisenhausstifterin
- Tuckermann, Heinrich (1788–1867), preußischer Generalleutnant
- Tuckermann, Konrad Julius Hieronymus (1765–1831), deutscher Jurist und Bürgermeister
- Tuckermann, Peter (1580–1651), deutscher lutherischer Theologe
- Tuckermann, Wilhelm (1840–1918), deutscher Architekt, Baubeamter und Hochschullehrer
- Tuckett, Francis Fox (1834–1913), englischer Bergsteiger
- Tuckett, Frederick († 1876), britischer Bauingenieur und Landvermesser
- Tuckett, George Elias (1835–1900), kanadischer Tabakfabrikant, Glasfabrikant und Politiker
- Tuckett, Lindsay (1919–2016), südafrikanischer Cricketspieler
- Tuckey, Agnes (1877–1972), britische Tennisspielerin
- Tuckey, James Hingston (1776–1816), britischer Marineoffizier und Forschungsreisender
- Tuckey, Raymond (1910–2005), britischer Tennisspieler
- Tücking, Karl (1826–1904), deutscher Pädagoge, Historiker und Philologe
- Tücking, Stefanie (1962–2018), deutsche Fernseh- und RadiomoderatorinStefanie Tücking (1962–2018)

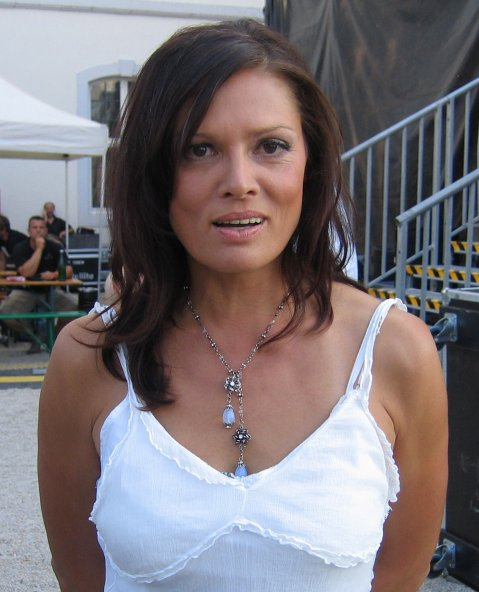
Stefanie Tücking (1962–2018)

- Tuckman, Bruce (1938–2016), US-amerikanischer Psychologe und Hochschullehrer
- Tückmantel, Ulli (* 1966), deutscher Journalist und Pressesprecher
- Tučková, Kateřina (* 1980), tschechische Schriftstellerin
- Tuckson, John Anthony (1921–1973), australischer Maler und stellvertretender Direktor der Art Gallery of New South Wales
- Tučkutė, Greta Monika (* 1981), litauische Juristin und Politikerin
- Tuckwell, Barry (1931–2020), australischer Hornist und Dirigent
- Tuckwell, Luke (* 2004), australischer Radrennfahrer
- Tuckwell, William (1829–1919), britischer Schulmeister, Autor und Vertreter des christlichen Sozialismus

### Tucm
- Tucmandl, Herbert (* 1966), österreichischer Musiker, Komponist und Begründer der Vienna Symphonic Library

### Tucn
- Tučný, Michal (1947–1995), tschechischer Country-Sänger

### Tuco
- Tucoo-Chala, Pierre (1924–2015), französischer Historiker und Mediävist
- Tucović, Dimitrije (1881–1914), serbischer Theorist, Politiker, Journalist und Verleger

### Tucu
- Țucudean, George (* 1991), rumänischer Fußballspieler
- Tucuna, Daniel (* 1991), uruguayischer Fußballspieler

### Tucz
- Tuczapski, Makarios († 1548), orthodoxer Bischof von Lwów (1540–1549)
- Tuczay, Christa Agnes (* 1952), österreichische Altgermanistin und Kulturwissenschaftlerin
- Tuczek, Franz (1852–1925), deutscher Psychiater, Klinikdirektor und Hochschullehrer
- Tuczek, Karin (* 1944), deutsche Politikerin (SPD, CDU), MdBB
- Tuczek, Leopoldine (1821–1883), österreichische Opernsängerin (Sopran/Koloratursopran)